# Distretto di Altındağ
Il distretto di Altındağ (in turco Altındağ ilçesi) è uno dei distretti della provincia di Ankara, in Turchia. Parte del distretto è compresa nel comune metropolitano di Ankara.